# Hauderstett
Hauderstett ist ein Gemeindeteil von St. Wolfgang im oberbayerischen Landkreis Erding.

## Lage
Die Einöde Hauderstett liegt drei Kilometer östlich des Rathauses des Gemeindehauptorts Sankt Wolfgang.

## Bevölkerungsentwicklung
Um 1871 gab es in Hauderstett zehn Einwohner. In den Nachkriegszeiten des Ersten und Zweiten Weltkriegs stieg die Bevölkerungszahl 1925 und 1950 auf 15 Einwohner. Im Mai 1987 lebten dort neun Einwohner in zwei Wohngebäuden.
| Jahr      | 1871 | 1924 | 1950 | 1970 | 1987 |
| Einwohner | 10   | 15   | 15   | 8    | 9    |